# 사이토 아야카 (축구 선수)
사이토 아야카(일본어: 齊藤 彩佳, 1991년 8월 26일 ~ )는 일본의 여자 축구 선수이다.

## 구단 경력
나데시코 리그, WE리그의 도쿄 전력 마리제, 마이나비 센다이에서 활동했다.

## 국가대표팀 경력
그녀는 2008년 FIFA U-17 여자 월드컵에 참가할 일본 U-17 국가대표팀에 발탁되었으며, 1경기에 출전했다. 2010년 FIFA U-20 여자 월드컵에도 출전했다.